# IC 1205
IC 1205 ist eine spiralförmige Radiogalaxie vom Hubble-Typ Sab im Sternbild Herkules am Nordsternhimmel. Sie ist schätzungsweise 148 Millionen Lichtjahre von der Milchstraße entfernt und hat einen Durchmesser von etwa 25.000 Lichtjahren.
Im selben Himmelsareal befinden sich u. a. die Galaxien NGC 6081 und IC 1199.
Das Objekt wurde am 8. April 1888 von Lewis Swift entdeckt.